# Common Law

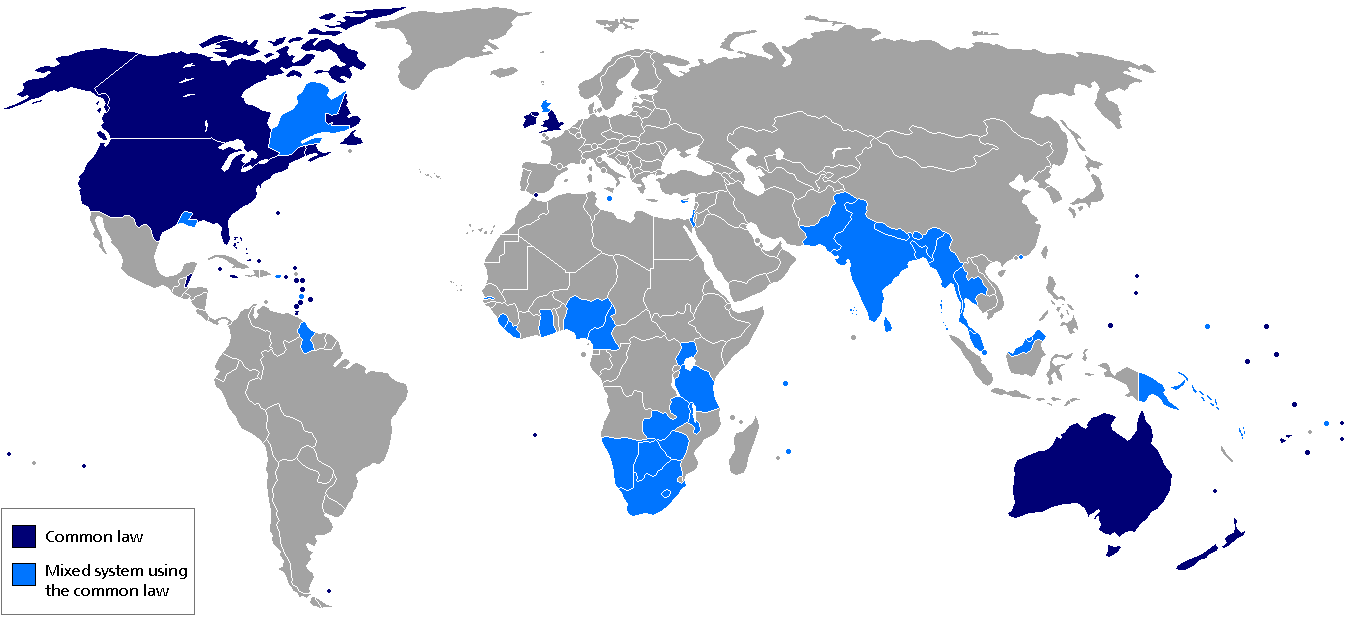
Heutige Verbreitung des Common Law (dunkelblau) und der Mischsysteme, die zum Teil aus Common Law bestehen (hellblau).

Das Common Law ist ein in vielen englischsprachigen Ländern vorherrschender Rechtskreis, der sich nicht nur auf Gesetze, sondern auch auf maßgebliche richterliche Urteile der Vergangenheit – sogenannte Präzedenzfälle – stützt (Fallrecht) und durch richterliche Auslegung weitergebildet wird (Richterrecht). Das Common Law ist auch als ungeschriebenes Gesetz bekannt, da es nicht in einem einzelnen Gesetzeswerk zusammengefasst ist. In dieser Bedeutung bildet es den Gegensatz zum sogenannten Civil Law der kontinentaleuropäischen Länder. Civil Law basiert auf kodifiziertem Recht der jeweiligen Gesetzgeber. Richterrecht spielt dort eine lediglich untergeordnete Rolle.
Während Rechtsfindung und -entwicklung beim Common Law methodisch in erster Linie auf Analogiebildung zwischen konkreten Einzelfällen beruht, arbeitet das Civil Law (Zivilrecht oder bürgerliches Recht) mit (höchstmöglicher) Abstraktion. Mithilfe des Analogieprinzips werden die Einzelfälle somit auf Parallelen und Gemeinsamkeiten verglichen, mithilfe des Abstraktionsprinzips werden Einzelfälle explizit unter ausformulierte abstrakt-allgemeine Gesetzesaussagen subsumiert, die von professionellen Juristen zuvor in ein geordnetes Kodifikationsystem gebracht wurden. Einzelfälle werden dadurch systematisch kategorisierbar.
Innerhalb dieses Rechtskreises wird die Bezeichnung Common Law einerseits als Gegensatz zum statute law benutzt, d. h. den von Parlamenten erlassenen, kodifizierten Gesetzen. Zum anderen bezeichnet es innerhalb dieser zweiten Bedeutung den Gegensatz zu equity, d. h. Regeln zur Ergänzung des Common Law zum Ausfüllen von Regelungslücken und zum Ausgleich von Härten. Bei konsequenter Auslegung würden diese verursacht werden, weshalb hier richterliches Ermessen, vergleichbar mit dem Begriff der Billigkeit, eingeräumt ist.

## Abgrenzung
Die Bezeichnung Common Law hat ihren Ursprung in dem französisch geprägten Begriff comune ley (lateinisch communis lex). Damit war, in Abgrenzung zu den bis ins hohe Mittelalter existierenden unterschiedlichen Rechten der einzelnen germanischen Stämme (Angeln, Sachsen, Jüten usw.), das englische, auf ungeschriebenen Gewohnheiten beruhende, durch richterliche Entscheidungen fortgebildete gemeine Recht gemeint. Der Begriff Common Law wird dabei in der Literatur heute in zweierlei Weise definiert: Unter dem heute vorherrschenden, weiten Begriff wird das gesamte englische Recht einschließlich der Equity und auch des Statute Law verstanden, und zwar in Abgrenzung zum Begriff des Civil Law, der das kontinentaleuropäische Recht kennzeichnet. Der andere, enger verstandene Begriff kennzeichnet als Gegenbegriff zur Equity das gemeine Recht, welches von reisenden Richtern (itinerant justices oder justices in eyre) des königlichen Gerichts zu Westminster gebildet wurde.

## Regionale Gültigkeit, Strahlkraft
Das Common Law wird heute in den Staaten, die noch Teil des Commonwealth sind oder es waren, wie den USA und Kanada, Australien, Neuseeland, teilweise Indien, Irland oder Südafrika, angewendet, wird aber auch im Nahen Osten und Asien geschätzt. Obwohl sich Verträge auf der Grundlage des Common Law im Gegensatz zu Verträgen nach dem systematischeren Civil Law durch ihren großen Umfang auszeichnen, da alle ein- und ausgeschlossenen Regeln und Grundsätze präzise festgelegt werden müssen, gewährt das Common Law wegen seiner Gestaltungsmöglichkeiten und seiner Flexibilität den daran Beteiligten Vorteile. Davon profitiert u. a. der Finanz- und Versicherungsstandort London, vor allem die City of London, wo man hauptsächlich auf der Basis des Common Law arbeitet.

## Geschichte des englischen Rechts
„The life of the law has not been logic: it has been experience. - Das Common Law beruht nicht auf Logik; es beruht auf Erfahrung.“

## Belege
1. ↑  So der Lord Mayor of London, Michael Mainelli, im Interview in der FAZ v.7.10.2024, S. 17.
2. ↑  Oliver Wendell Holmes, Jr.: The Common Law. Boston : Little, Brown & Co. 1881, S. 1 (Lecture I) Digitalisat.